# Psalistopoides emanueli
Psalistopoides emanueli is een spinnensoort in de taxonomische indeling van de bruine klapdeurspinnen (Nemesiidae).
Psalistopoides emanueli werd in 2006 beschreven door Lucas & Indicatti.